# بيرسي ماسون
بيرسي ماسون (19 نوفمبر 1873 - 27 نوفمبر 1952) (بالإنجليزية: Percy Mason)‏ هو لاعب كريكت بريطاني (وحمل سابقاً جنسية المملكة المتحدة لبريطانيا العظمى وأيرلندا).